# Unción Tropical
Unción Tropical es un grupo de merengue conformado por los hermanos Edwin y Feliciano Serrano, quienes pertenecían anteriormente a Grupo Manía. En su discografía se pueden encontrar participaciones y colaboraciones de artistas como Álex Campos, Marcos Witt, Elvis Crespo, David & Abraham, Alex Zurdo, entre otros. Han sido nominados en diversas ocasiones en Premios Arpa como "Mejor álbum tropical" u otras categorías, siendo ganadores en 2006 por su álbum Unidos.

## Carrera musical

### Inicios (1993-1999)
Edwin y Feliciano iniciaron en la música del merengue, cada cual con su habilidad particular. Edwin como vocalista, quien apareció en el álbum debut A bombazo... ¡Sí! de Grupo Manía como intérprete de la canción «Dos mujeres», mientras que "Felo" aparecía en los créditos de producción como "güirero", participando en la producción musical de diversos álbumes, incluyendo el tributo musical al beisbolista Roberto Clemente. En medio de la fama y la música, Edwin expresa que no se siente a gusto con este estilo de vida, se retira del grupo y, bajo una crisis matrimonial, comienza a asistir junto a su esposa Miurka Díaz a una iglesia fundada por los padres del cantante Daniel Calveti, Fruto de la Vid Internacional. Años más tarde, su hermano Felo, conoce la noticia, se percata del cambio que ha dado su hermano, y eso lo inspira a dar el paso de fe también.
En el año 1999, luego de una inicial trayectoria en la música tropical junto a diversas agrupaciones como Grupo Manía, La Gran Manzana de NY, los hermanos Serrano, Edwin y Feliciano inician una carrera musical como un dúo luego de entrar en los caminos del cristianismo. Es así como en el año 2000, el dueto llamado Unción Tropical se da a conocer a través de la música cristiana y la predicación en diferentes lugares de Puerto Rico por medio del género del merengue.

### Primeros álbumes (2000-2009)
Su primer álbum se titularía Ni fama, ni gloria. Dos años más tarde, llegaría Con gozo, alegría y paz. Pero sería en el año 2005, cuando su trabajo musical daría un salto importante el acordar con el sello de CanZion enfocado en la música tropical llamado ConRitmo, donde la proyección internacional del dúo daría inicio. En ese año, llegaría el álbum Unidos, que contó con la participación de artistas reconocidos en el ámbito cristiano, como Álex Campos, DJ Pablo, DJ Blaster, Abraham Velázquez, Rey Pirin, Samuel Hernández, Daniel Calveti, entre otros, y la participación especial de Elvis Crespo en la canción «Medley de coritos». Este álbum se llevó el reconocimiento a "Mejor álbum tropical / regional" en los Premios Arpa 2006. En esta producción, se encuentran los sencillos «Amén» y «Se va pal’ suelo». El álbum se convirtió en el CD de música tropical de mayor venta en el mercado cristiano.
Seguimos Uni2, llegó al siguiente año, y mantuvo la esencia del disco anterior. Contenía 13 temas inéditos y algunos ya conocidos, en sus versiones de merengue y fusión de estilos tropicales. En esta ocasión, los hermanos Edwin y Felo invitaron a otros conocidos artistas como Marcos Witt, Julissa, Danny Berríos, Dr. P, entre otros. «Vamos pa’lante» se titula el primer sencillo de este disco. Este álbum estuvo nominado en los Premios Arpa de 2007, en conjunto al vídeo de promoción del disco anterior. Al año siguiente, sería nominado el vídeo oficial del sencillo «Levanta la mano».
En 2008, organizaron un evento que sería grabado para ser distribuido como CD y DVD, titulado Uni2 / El Concierto, donde participaron Ricardo Rodríguez, René González, Julissa y Daniel Calveti. En esta ocasión, la producción estaría nominada nuevamente, pero en las categorías "Mejor DVD" y "Mejor álbum tropical" en Premios Arpa 2009.

### Celebrando una década (2010-2016)
El dúo Unción Tropical celebró sus 10 años de trayectoria musical con la publicación del álbum Camina con fe. Los hermanos continuaron con su fórmula de merengue bomba, pero además, incluyeron los géneros de la bachata y “merengue mambo”. Este último lo hicieron acompañados del rapero Redimi2 en el tema «Se va pa’l suelo». Como segundo sencillo, Unción Tropical reunió a Marcos Yaroide, Nancy Amancio, José Luis Reyes, Felsy Jones e Isabelle Valdez en el tema «Recibe poder».
En 2011, realizaron un concierto en el Coliseo de Puerto Rico para celebrar sus 10 años de trayectoria, donde participaron muchos músicos, entre ellos, algunos integrantes de Grupo Manía, ya artistas cristianos como Daniel Calveti, Manny Montes, Redimi2, Samuel Hernández, entre otros. Al año siguiente, debutan con su primera producción navideña titulada Plena que se pega, con 14 temas y pistas al estilo karaoke para que la gente las pueda cantar. Los sencillos de este álbum fueron «Oye Santa Claus», «La iguana» y «Se levanta Puerto Rico». El álbum fue el primero con el que el dueto entró en las listas de Billboard, siendo esta "Tropical Albums" durante 6 semanas.
Posteriormente, Edwin y Felo se dedicaron a liderar congregaciones de la red de iglesias fundada por los padres de Daniel Calveti, a la que los hermanos Serrano han pertenecido desde hace 17 años. Tras cinco años de silencio musical, el dúo lanzó un nuevo proyecto, siendo estrenado bajo el sello CanZion, en su regreso al sello discográfico que los dio a conocer internacionalmente. vuelve después de 5 años de espera con un nuevo álbum de música caribeña llamado «Salta en el rio». Continuando con la promoción de este álbum, presentan el tema «Vive Jehová», y «El gozo que tengo yo». Este álbum volvió a ser nominado como "Mejor álbum tropical" en la edición 2015 de los Premios Arpa. En 2016, llega el noveno álbum discográfico del dúo de hermanos. Con el disco titulado Navidades Hasta Que Amanezca, su segunda producción navideña, deseaban celebrar en familia la verdadera Navidad: el nacimiento del Salvador Jesucristo. El sencillo de este álbum fue «Voy subiendo», el cual, contó con la participación de Alex Zurdo. Ese mismo año, forman parte de la gira musical de Alex Zurdo, participando además en el álbum grabado en ese evento, AZ Live.

## Actualidad
Actualmente, Edwin Serrano pastorea la iglesia «Fruto de la Vid Internacional» en Kissimmee, Florida, mientras que Felo Serrano pastorea «Fruto de la Vid» en San Juan, Puerto Rico. En 2019, se reunieron con Oscarito, exintegrante de Grupo Manía para realizar una canción titulada «Bendecido».

## Discografía
- Ni Fama, Ni Gloria (2000)
- Con Gozo, Alegría y Paz (2002)
- Unidos (2005)
- Seguimos Uni2 (2006)
- Uni2 / El Concierto (2007)
- Camina Con Fe (2010)
- Plena Que Se Pega (2012)
- Salta en el Rio (2014)
- Navidades Hasta Que Amanezca (2016)

## Premios y nominaciones

### Premios Arpa
| Año  | Categoría            | Trabajo nominado    | Resultado |
| ---- | -------------------- | ------------------- | --------- |
| 2006 | Mejor álbum tropical | Unidos              | Ganadores |
| 2007 | Mejor álbum tropical | Seguimos Uni2       | Nominados |
| 2007 | Mejor vídeo musical  | El gozo             | Nominados |
| 2008 | Mejor vídeo musical  | Levanta la mano     | Nominados |
| 2009 | Mejor álbum tropical | Uni2 / El Concierto | Nominados |
| 2009 | Mejor DVD            | Uni2 / El Concierto | Nominados |
| 2015 | Mejor álbum tropical | Salta en el río     | Nominados |